# Університетський театр Порі
Університетський театр Порі (фін. Porin ylioppilasteatteri) — фінський аматорський театр утворений в 2007 році в місті Порі, Фінляндія.
Засновником театру виступив Університетський центр Порі — який базується в приміщенні колишньої бавовняної фабрики та навколишній промисловій зоні міста і є сукупністю філіалів кількох унаверситетів країни — заснованих в Порі. В самому театрі налічується близько 200 артистів-аматорів, які ставлять вистави на молодіжну тематику та практикують модернові стилі театрального мистецтва.